# Йонсен, Арне Одд
Арне Одд Йонсен (норв. Arne Odd Johnsen; 3 декабря 1909 — 9 июля 1985) — норвежский историк; специалист в медиевистики и экономической истории. Член Норвежской академии наук (1949), член Норвежского королевского общества наук и литературы (1953).

## Биография
Родился в Аскере в семье историка Оскара Альберта Йонсена (1876—1954) и Анны Эви Толлефсен (1877—1944). Закончил среднее образование в 1928 году, поступил на филологический факультет Университета Осло и окончил его в 1936 году, получив степень магистра искусств. Между 1937 и 1939 годами он изучал средневековую историю в Национальной школе хартий, Сорбонне и Коллеж де Франс. Затем пять лет был научным сотрудником в Университете Осло. В 1945 году опубликовал диссертацию «Исследования миссии кардинала Николая Брекеспира на Севере» (Studier vedrørende kardinal Nicolaus Brekespears legasjon til Norden), о деятельности кардинала Николаса Брейкспира, позже ставшего римским папой Адрианом IV. Диссертация принесла ему степень доктора философии в 1946 году.
Также доказал, что историк Ингвар Нильсен ошибался, когда утверждал, что Пребен фон Анен возглавил кампанию против шведских войск в феврале 1658 года, в результате которой шведы потеряли серебряные рудники в Насафьеллете. Йонсен доказал, что это произошло только в 1659 году, в рамках новой войны, в которой датско-норвежские войска отвоевали Емтланд у Швеции.